# Schaatsblokje
Een schaatsblokje is een blokje dat wordt gebruikt om bij het schaatsen het verloop van de baan aan te geven, door het op bepaalde lijnen in het ijs te plaatsen. Bij het langebaanschaatsen worden de blokjes gebruikt om de afzonderlijke banen voor de schaatsers aan te geven, terwijl de blokjes bij het shorttrack alleen de bochten markeren.

## Geschiedenis
Een medewerker van de kunstijsbaan in Assen was al enige tijd op zoek naar iets om de verschillende banen aan te kunnen geven op de ijsbaan. Op dat moment werden de banen nog aangegeven door middel van lijnen met sneeuw. Dit probleem kwam ter sprake toen hij bij een groothandel in Assen kwam. Een kunststof halffabricaat uit het magazijn bleek exact de goede vorm, gewicht en kleur te hebben. Een simpele praktijktest bevestigde het vermoeden en een nieuw product was geboren. Sindsdien zijn de blokjes op enkele  punten verbeterd en zijn ze niet meer weg te denken van de Olympische banen.

## Eigenschappen
Een blokje is circa 5 centimeter in doorsnede, is hol en weegt een paar gram. De kunststof dop is enigszins poreus en vriest daardoor niet vast op het ijs. Wanneer een schaatser het blokje raakt schiet het weg over het ijs. Het blokje is zwaar genoeg om niet weg te waaien op buitenbanen. Doordat het kunststof redelijk zacht is, beschadigt het de zamboni (dweilmachine) niet als er een blokje opgeveegd wordt.

## Lange baan
Op de lijnen van een bochten van een ijsbaan worden blokjes neergelegd om zodoende de schaatsers hun eigen baan te laten rijden. Zowel tussen de inrij-baan en de binnenbaan als tussen de binnen- en buitenbaan liggen schaatsblokjes op de lijn. De blokjes hebben een vlakke onderkant en een bolle bovenkant. Als een schaatser een blokje op de zijkant raakt schiet het blokje meestal weg en wordt de schaatser hier niet of nauwelijks door gehinderd. Gaat een schaatser echter met zijn schaats boven op een blokje staan, is de kans groot dat de schaatser zal vallen.

## Shorttrack
Bij het shorttrack wordt de baan niet in het ijs aangegeven met lijnen, maar door 7 rijen van 5 stippen in het ijs, zodat er in elke bocht in feite 5 bochten liggen. Aan het begin van een wedstrijd worden de blokken in de ene bocht op de binnenste stippen gelegd en in de andere bocht op de buitenste. Hierdoor ontstaat een baan van de vereiste lengte (111,12m). Na elke rit worden de blokken opgeschoven naar de volgende rij stippen zodat er een bocht met 'vers' ijs ontstaat, zonder de groeven die zijn gemaakt in de vorige rit.
De blokken zelf zijn rond en lopen van onder naar boven taps toe met een gat in het midden. Ze zijn gemaakt van dik rubber om zo stevig mogelijk op het ijs te blijven liggen. Tijdens de wedstrijden is het van belang dat de blokken op de juiste plaats liggen. Vaak schieten er blokken weg doordat schaatsers met hun hand op het ijs steunen en daarbij weleens een blok raken. Om dit zo snel mogelijk op te lossen staan in elke bocht 2 blokkenleggers klaar die, als het nodig is, een reserveblok op de plaats van het ontbrekende blok leggen en het andere blokje ophalen.

## Trivia
- Op de Olympische Spelen van 2006 in Turijn werd het Nederlandse mannen-achtervolgingsteam uitgeschakeld door een val van Sven Kramer. Doordat hij de bocht te krap nam, stapte hij op een blokje. Hij viel en Nederland was daarmee uitgeschakeld voor de finale.